# Episoriculus
Episoriculus é um gênero mamífero da família Soricidae.

## Espécies
- Episoriculus caudatus (Horsfield, 1851)
- Episoriculus fumidus (Thomas, 1913)
- Episoriculus leucops (Horsfield, 1855)
- Episoriculus macrurus (Blanford, 1888)